# Iglesia de San Martín de la Cortinada
La iglesia de San Martín de la Cortinada es un templo románico localizado en La Cortinada, al norte de la parroquia de Ordino, en Andorra.

## Descripción
El edificio original ha sufrido diferentes transformaciones y ampliaciones a lo largo del tiempo, las cuales han ido ensanchándolo hacia el norte. En la actualidad presenta una nave única, de planta casi cuadrada, con capillas laterales y ábside cuadrangular. Hay que destacar que las sucesivas transformaciones del templo hicieron que se reorientase la cabecera del mismo, quedando la original románica a la derecha de la entrada actual.
El campanario, de dos pisos, se localiza al pie de la primitiva nave románica y en él cabe destacar una original decoración en dientes de sierra bajo el alero.

## Interior

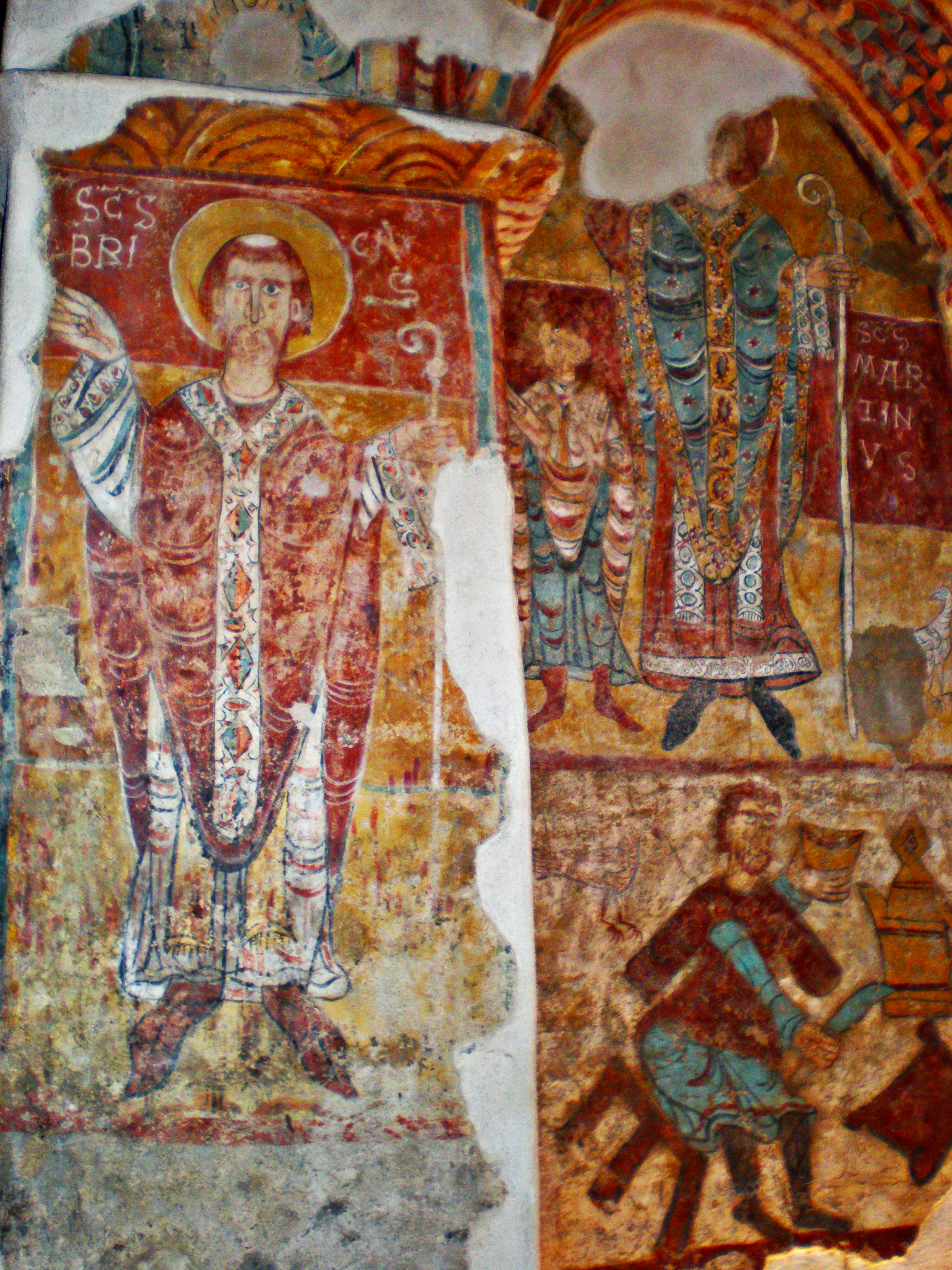
Pinturas románicas del ábside original.

Sant Martí es una iglesia que tuvo una importante decoración pictórica. En 1968, cuando se procedía a su restauración, se localizaron en la zona del ábside las pinturas murales románicas, datables a finales del siglo XII. Destacan entre ellas las figuras de un animal fantástico (especie de lobo con lengua bífida) y un personaje de nombre Guillem Guifré, que porta un cuchillo y una copa. También se encuentra representado San Martín, obispo de Tours.
El templo contiene también otros elementos importantes, como un conjunto de cuatro retablos barrocos del siglo XVIII (el principal dedicado al patrón de la iglesia), mobiliario de madera del siglo XVII, un carillón de rueda y un interesante conjunto de rejas de hierro forjado que protegen el altar mayor y las capillas laterales.